# Мурзинка (Середньоуральський міський округ)
Му́рзинка (рос. Мурзинка) — присілок у складі Середньоуральського міського округу Свердловської області.
Населення — 38 осіб (2010, 11 у 2002).
Національний склад станом на 2002 рік: росіяни — 100 %.